# Quinto Fúlvio Flaco (cônsul em 179 a.C.)
Quinto Fúlvio Flaco (m. 173 a.C.; em latim: Quintus Fulvius Flaccus) foi um político da gente Fúlvia da República Romana eleito cônsul em 179 a.C. com Lúcio Mânlio Acidino Fulviano. Era filho de Quinto Fúlvio Flaco, quatro vezes cônsul e conquistador de Cápua. Por causa de seus sucessos na Hispânia e na Ligúria, celebrou dois triunfos. Apesar do sucesso de sua carreira política, viveu sempre em meio a controvérsias e sofreu, no final da vida, um colapso mental que o levou ao suicídio. Não se sabe exatamente a relação entre ele e Quinto Fúlvio Flaco, que foi cônsul sufecto no ano anterior, provavelmente um primo.

## Primeiros anos
Como edil curul, em 184 a.C., Flaco causou furor ao ativamente realizar uma campanha para ocupar a vaga de pretor que era de Caio Decímio Flaco, que morreu logo no início de seu mandato. A acumulação de duas magistraturas simultaneamente era proibida e Fúlvio causou ainda mais espanto ao realizar sua campanha sine toga candida ("sem a toga branca"). Como magistrado, ele era obrigado a toga pretexta e não a toga branca de um candidato. Os senadores ficaram tão furiosos que se recusaram a realizar as eleições.
Como pretor na Hispânia Ulterior em 182 a.C., Flaco guerreou vitoriosamente contra os celtiberos durante as Guerras celtiberas, capturando Urbícua. Seu imperium foi prorrogado por dois anos como procônsul. Em 180 a.C., ele pediu, mas não conseguiu, permissão para voltar com seu exército. No mesmo ano, conseguiu mais uma vitória contra os celtiberos e recebeu um triunfo.

## Consulado (179 a.C.)
Fúlvio Flaco foi eleito cônsul em 179 a.C. com Lúcio Mânlio Acidino Fulviano, seu irmão de nascimento, e os dois receberam como província consular a Ligúria. Neste período, muitos lígures estavam sendo movidos à força de suas terras para Sâmnio, no centro da Itália, e coube a Fúlvio realizar a realocação dos lígures das montanhas. Ele também ajudou a bloquear imigrantes vindos da Gália Transalpina de se assentarem no norte da Itália. Por causa destas atividades, recebeu um novo triunfo. Ele também cumpriu um juramente que havia feito ainda na Hispânia, construindo um templo e realizando jogos, um templo que se mostraria importante para o seu futuro.

## Censor (174 a.C.)
Fúlvio foi eleito censor em 174 a.C. com Aulo Postúmio Albino Lusco e os dois expulsaram nove membros do Senado, incluindo o irmão de nascimento de Flaco, e rebaixaram diversos equestres. Eles nomearam Marco Emílio Lépido como príncipe do senado.
Eles também realizaram um amplo programa de obras em Roma. Fúlvio ainda realizou obras em Pisauro, Fundos, Potência e Sinuessa. O historiador da época augustana Lívio afirma que, quando Fúlvio construiu seu Templo da Fortuna Equestre, utilizou de mármore retirado de um antigo templo dedicado a Juno Lacínia.

## Uma "morte vil"
Em 180 a.C., Fúlvio foi aceito no Colégio de Pontífices, um posto vitalício. Lívio relata sua morte ao contar a maneira vil como ele morreu (em latim: "foeda morte"). Em 172 a.C., Fúlvio tinha dois filhos servindo em Ilírico e recebeu notícias de que um deles havia morrido e outro sofria de uma doença fatal. Na manhã seguinte, os escravos de sua casa o encontraram enforcado em seu quarto. Embora os romanos considerassem o suicídio como algo honroso em algumas circunstâncias, o de Fúlvio foi visto como revelador de sua instabilidade mental. Segundo Lívio, "sofrimento e medo tomaram a sua mente" (em latim: "obruit animum luctus metusque"). Rumores contam ainda que a vingança de Juno Lacínia o fez enlouquecer.
Segundo Valério Máximo, o Senado fez com que as placas de mármore do templo original fossem devolvidas ao templo original para desfazer o ato de um "ímpio" (alguém que age de forma consciente não religiosa).